# Reale Tenuta di Carditello

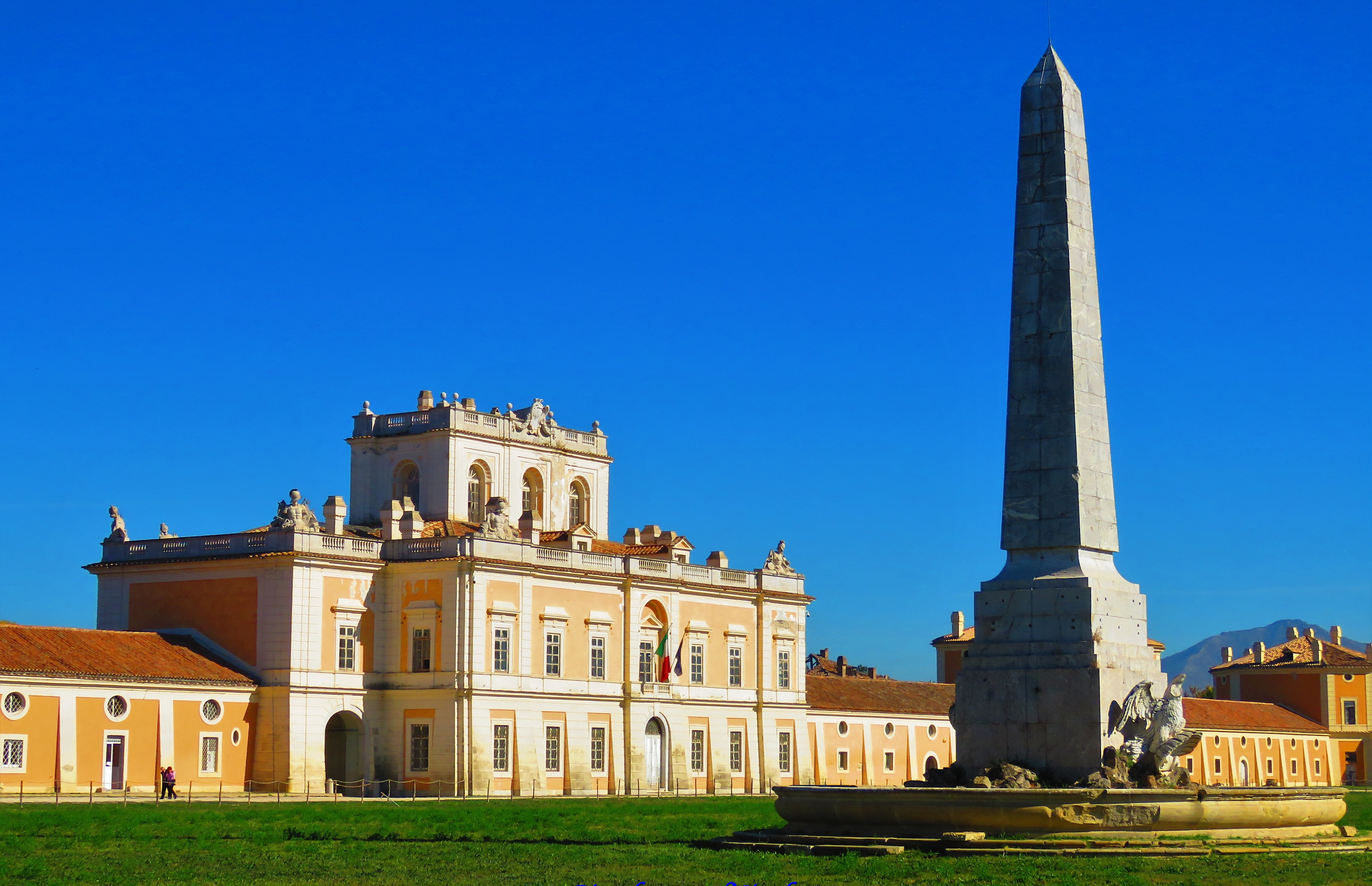
Reale Tenuta di Carditello in San Tammaro

Die Reale Tenuta di Carditello, auch Reggia di Carditello genannt, ist ein Herrenhaus aus dem 18. Jahrhundert in San Tammaro in der italienischen Region Kampanien. Es liegt an der Straße von Carditello nach San Tammaro und gehörte früher den Bourbonen beider Sizilien.
Seit dem Dezember 2014 führt es das Kulturministerium im Polo museale della Campania; im Dezember 2019 wurde es Direzione regionale Musei.

## Geschichte
Insbesondere war die Reale Tenuta di Carditello ein weites Stück Ebene, teilweise sumpfig, im Norden durch den Fluss Volturno, im Osten durch die Tifata und seine Hügel, im Süden durch den alten Fluss Clanio (heute Regi Lagni) und im Westen durch das Tyrrhenische Meer begrenzt. Auf dieser Ebene gab es ein dynamisches Agrarunternehmen mit gut gestalteter Gebäudeinfrastruktur und guter Organisation in der Zucht begehrter Pferderassen, in der Produktion und im Handel von Produkten der Landwirtschaft und der Käserei. Die Reggia di Carditello, die etwa 4 km westlich des Ortes San Tammaro, in der Nähe von Capua und nicht weit entfernt von Neapel in der Via Foresta di Carditello liegt, ist ein nüchterner und eleganter architektonischer Komplex im klassizistischen Stil, den König Karl III. von Spanien (1716–1788) als Ort für die Jagd und die Pferdezucht schaffen ließ und König Ferdinand IV. Bourbon-Sizilien (1751–1825) in ein Modelllandgut zur Kultivierung von Getreide und der Zucht gesuchter Pferde- und Rinderrassen umbauen ließ. Es war eingebettet in ein riesiges Gut, das reich an Wäldern, Weiden und halbwildem Land war und sich über eine Fläche von 6305 capuanische Scheffel (etwa 2100 Hektar) erstreckte. Es wurde von einer ordentlichen Zahl an Personen als Bauernhof bewirtschaftet. Carditello war eine der königlichen Immobilien, die sich mit dem Titel „Reale Delizia“ schmückten, weil sie trotz der Funktion als Landgut dem König und seiner Hofhaltung einen angenehmen Aufenthalt durch besondere Jagdausflüge bot, die die zahlreichen Wälder mit reichem Wildbestand erlaubten.
Der Gebäudekomplex wurde vom Architekten Francesco Collecini, einem Schüler und Mitarbeiter von Luigi Vanvitelli, entworfen. Der Vorplatz, der durch eine gestampfte Erdfläche, der an die Form altrömischer Circhi erinnert, gebildet und durch Brunnen, Obelisken und einen kleinen, runden Tempel mit klassischen Formen verschönert wurde, diente als Rennbahn für Pferde.
Die Anlage bedeckt heute etwa 50.000 m² und besteht aus einem zentralen Gebäude, in dem die königlichen Gemächer und die königliche Kapelle untergebracht sind, ausgestattet mit 8 Türmen und 12 Baracken mit einer bebauten Fläche von etwa 13.000 m².

### Jüngere Geschichte
1920 gingen die Immobilie und deren Ausstattung von der staatlichen Liegenschaftsverwaltung an die Opera Nazionale Comabattenti über und 2070 Hektar des Landgutes wurden parzelliert und verkauft. Davon ausgenommen waren das Zentralgebäude und die umgebenden 15 Hektar, die fächerförmig an der West-, Nord- und Ostseite des Komplexes angeordnet sind und die in der Zeit nach dem zweiten Weltkrieg in das Erbe des Consorzio generale di bonifica del bacino inferiore del Volturno integriert wurden.
1943 wurde das Anwesen durch deutsche Truppen besetzt und anschließend durch amerikanische.
Mit Anordnung vom 27. Januar 2011 verfügte das Tribunale di Santa Maria Capua Vetere (Büro für Immobilienangelegenheiten) die Versteigerung des Monumentalkomplexes unter dem Namen Real Sito di Carditello zum Startpreis von 10 Mio. €. Das Gericht sprach das Vorkaufsrecht der Gemeinde, der Provinz, der Region und der MiBAC zu; dennoch endeten bis Ende 2013 elf Auktionen erfolglos.
Von 2011 bis 2013 wurde der Palast ehrenamtlich von Tommaso Cestrone betreut, der mehrmals versucht hatte, die Aufmerksamkeit der Politiker für den Erhalt des architektonischen Komplexes zu erregen, in dem er am Heiligen Abend 2013 seinen Tod durch Herzinfarkt fand.
Im Januar 2014 wurde eine vorläufige Vereinbarung zwischen der Società Gestione Attività, die die Kredite bei der Banco di Napoli gekauft hatte, und dem Kulturministerium über die Überlassung des Gebäudekomplexes an das genannte Ministerium getroffen. Die Vereinbarung sah eine Überlassung des Real Sito Carditello an das Ministerium durch die SGA vor (wenn diese in den Besitz des Vergabebeschlusses des Gerichtes über den Verkauf gelangte) zum Preis von € 2,5 Mio. im Gegensatz zu den € 11,5 Mio., die die SGA (die Organisation, die die Kredite bei der Banco di Napoli verwaltete) selbst ausgegeben hatte, vor, was das Schuldnerkonsortium nicht von der Zahlung des Restbetrages in Höhe von € 30 Mio. befreite.
Am 8. Januar 2017 wurde die Reale Tenuta di Carditello wiedereröffnet. Die alte Gemäldegalerie der Real Tenuta di Carditello, die jahrelang über verschiedene Museen und Staatsgesellschaften verteilt war, wurde kürzlich untersucht und in seiner Verteilung über die Säle von der Kunsthistorikerin Maria Carmela Masi wiederhergestellt.

## Namensherkunft
Carduetum, cardueti, also ein Ort, der mit Ringdisteln (Carduus) bepflanzt ist: Früher erhielt das genannte Territorium den Name „Carditello“, weil es offenbar von diesen Pflanzen so sehr befallen war, dass diese eine Barriere für diejenigen bildeten, die dahin zu Fuß oder auf dem Pferd gelangen wollten.

## Bildergalerie

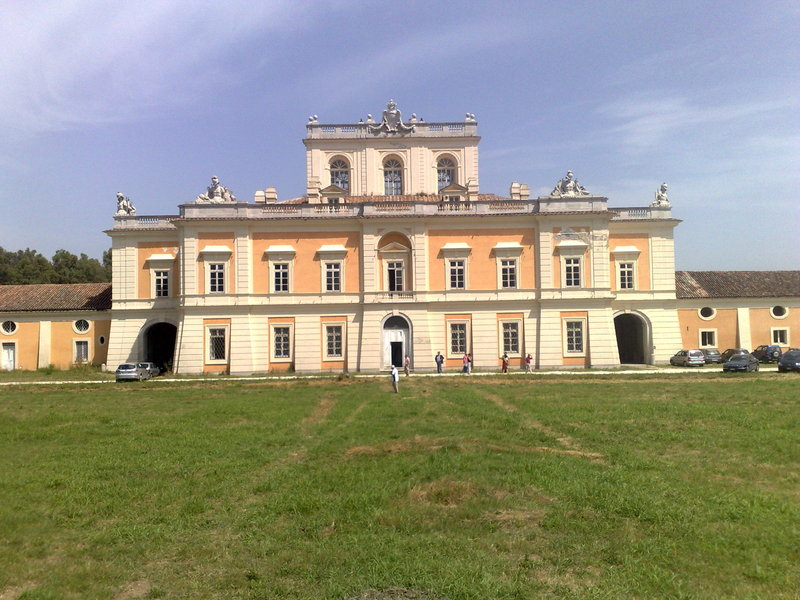
Fassade
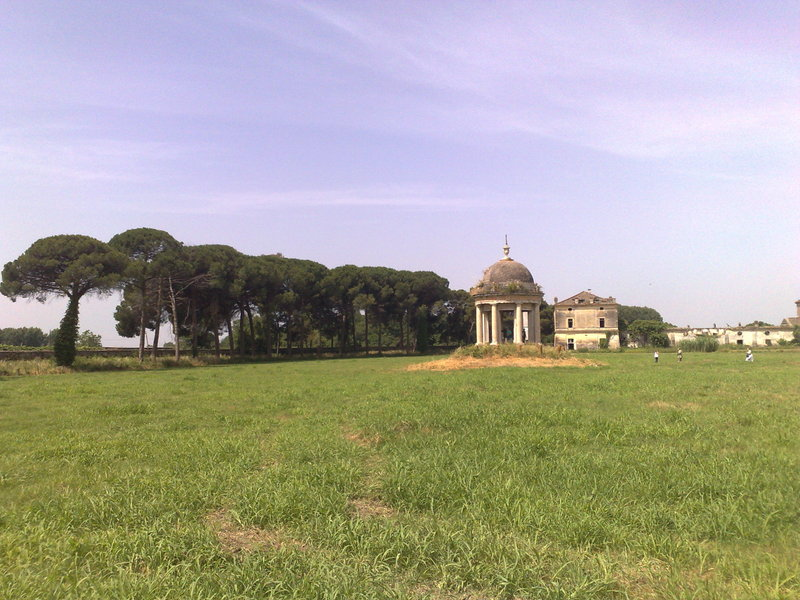
Park
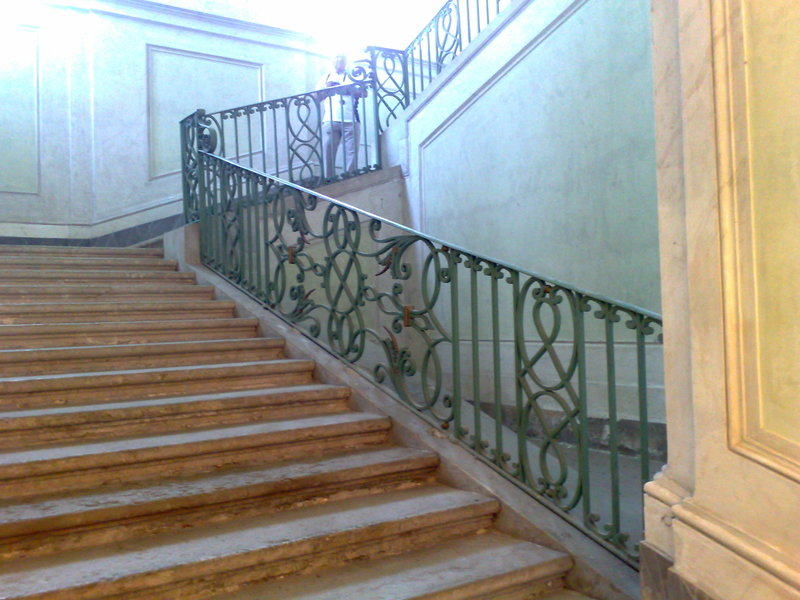
Treppe
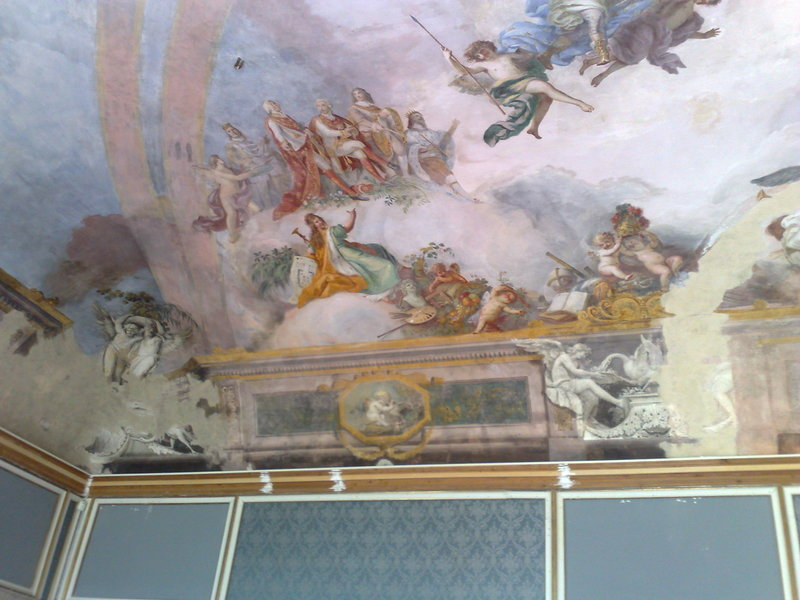
Gewölbedecke des Salons
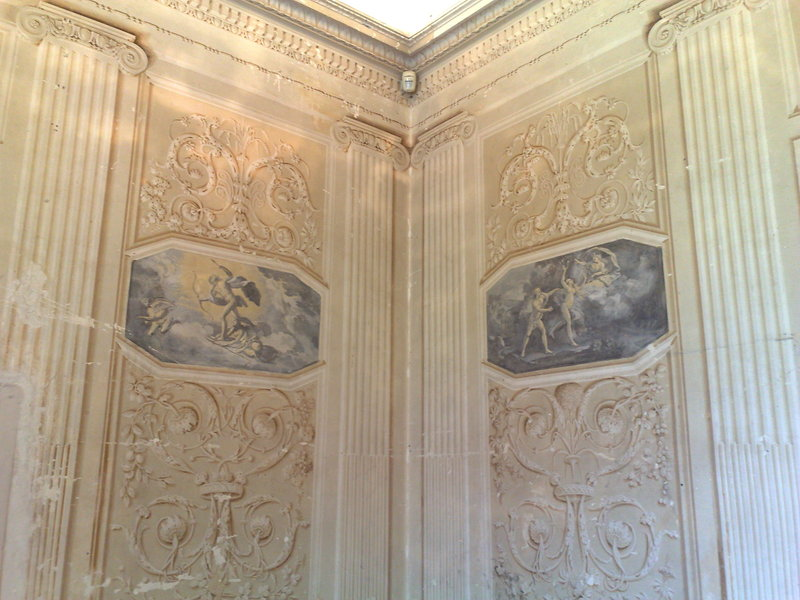
Saal mit Fresken
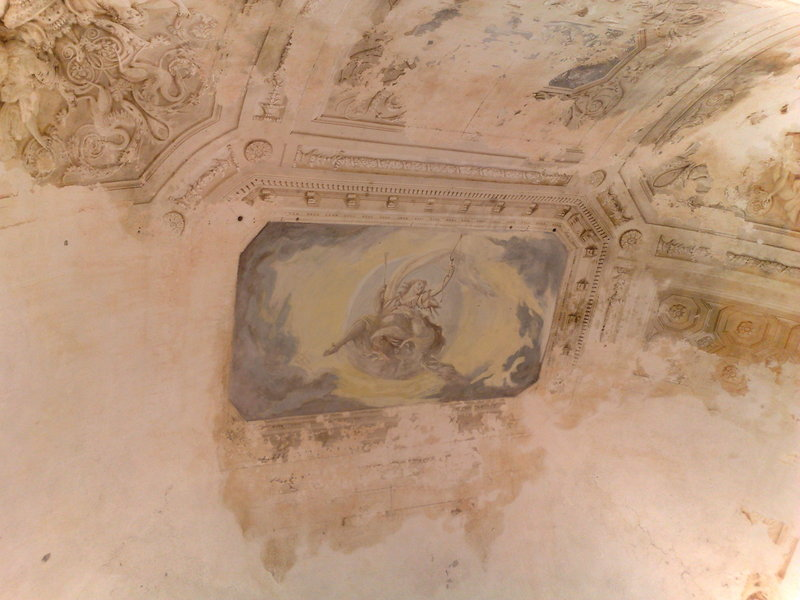
Mit Fresken versehenes Gewölbe
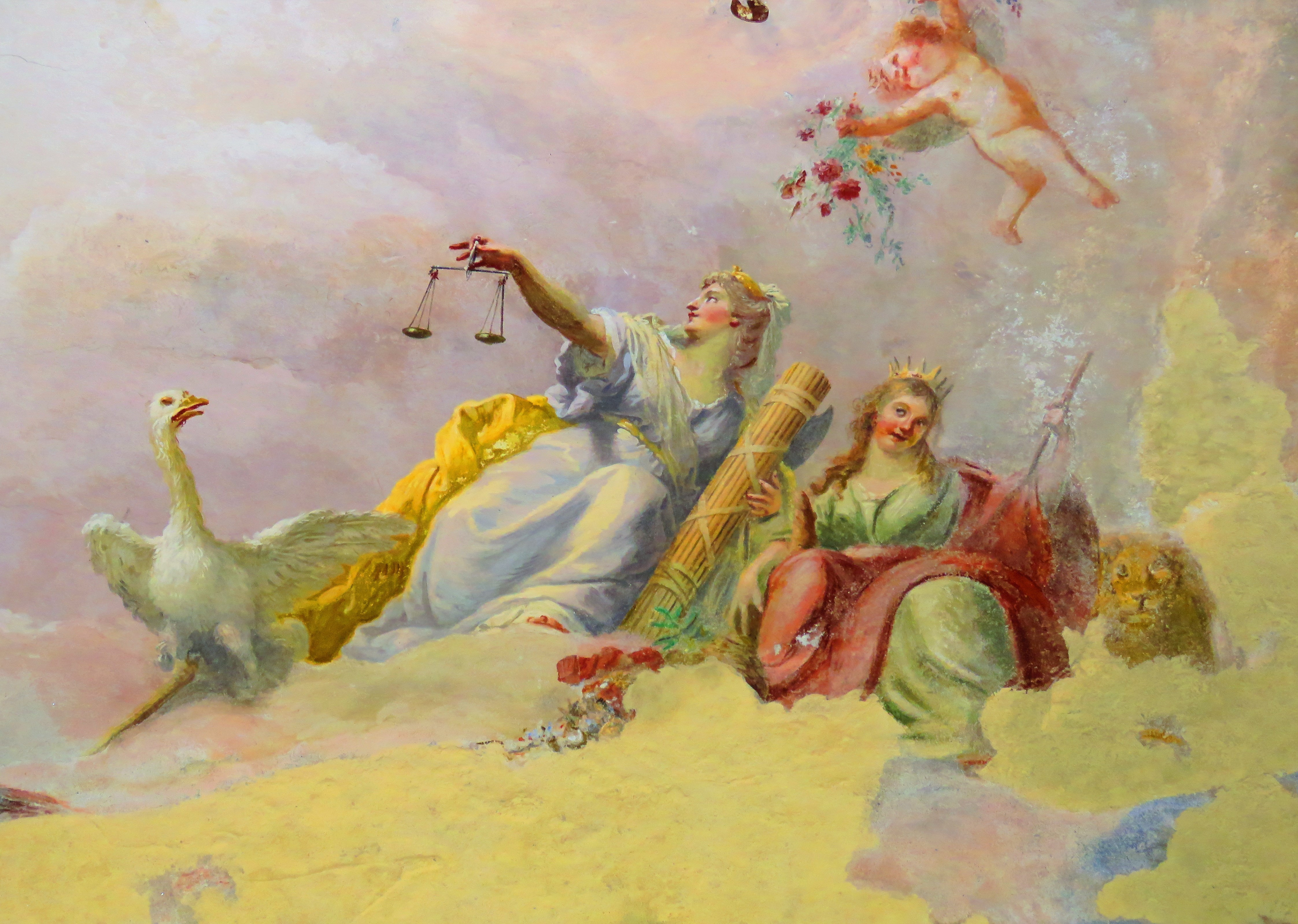
Fresken
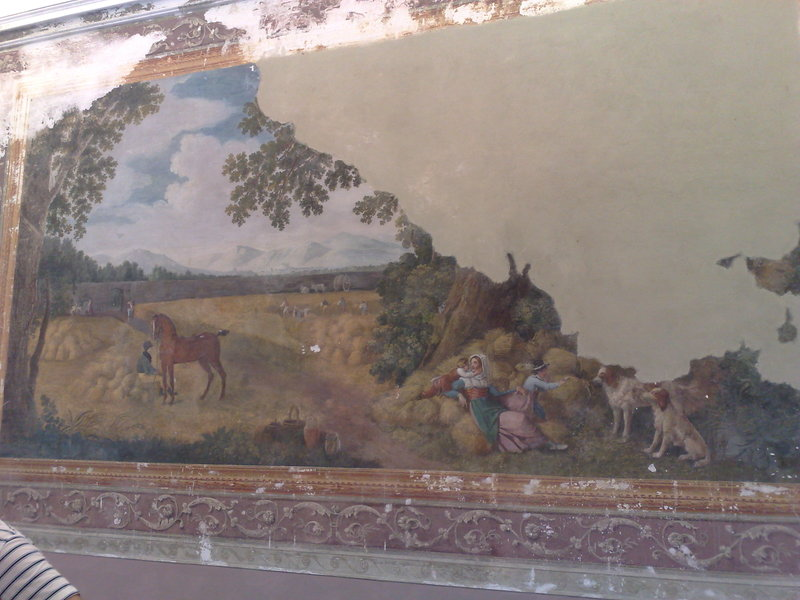
Wandfresko mit der Königin als Bäuerin abgebildet
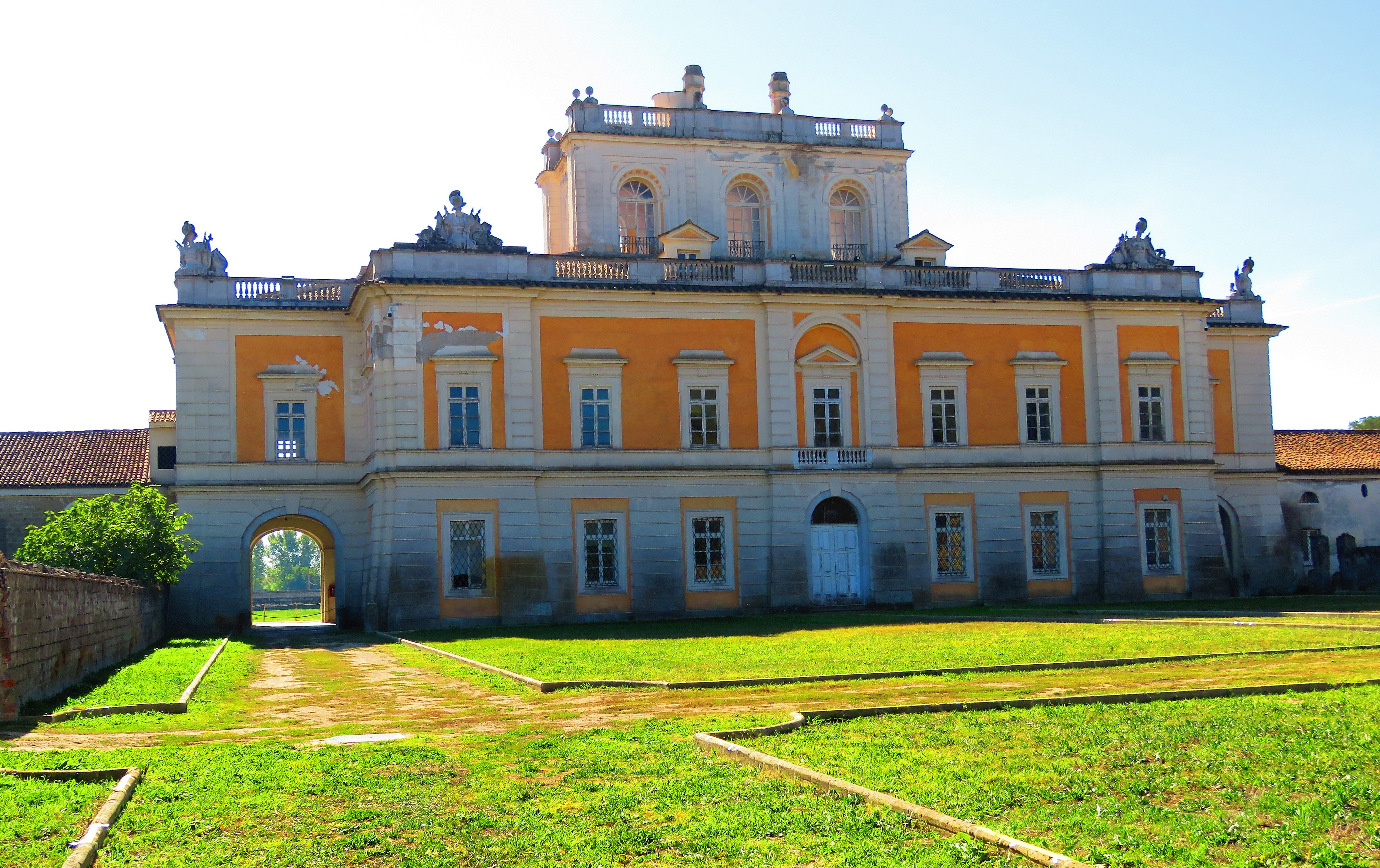
Rückseite des Palastes